# Филипп (Цорвас)
Митрополи́т Фи́липп Цо́рвас (греч. Μητροπολίτης Φίλιππος Τσόρβας; 1913, Мегара — 11 января 1997, Греция) — епископ Элладской православной церкви (и формально Константинопольского патриархата), митрополит Драмский (1958—1964).

## Биография
В 1932 году хиротонисан во диакона, а в 1937 году — во пресвитера.
В 1940 году окончил Богословский факультет Афинского университета.
25 сентября 1951 года решением Священного Синода был избран, а 30 сентября хиротонисан во епископа с возведением в достоинство митрополита Гревенского. Интронизация состоялась 11 ноября 1951 года в Гревене.
14 октября 1958 года избран митрополитом Драмским.
20 ноября 1964 года решением Священного синода был низложен.
Скончался 11 января 1997 года.